# مطار بلد وين
مطار بلدوين المعروف باسم أوغاس خليف الدولي (إياتا: BLW، إيكاو: HCMN) هو مطار يخدم مدينة بلدوين، عاصمة محافظة هيران في الصومال، ويبعد عن مركز المدينة قرابة 2 كيلومتر (1 ميل) شمال شرق المدينة.

## المرافق
يصل ارتفاع المطار إلى 559 قدم (170 م) فوق مستوى سطح البحر، وله مدرج واحد غير معبد يصل قطره إلى 2,200 by 20 متر (7,218 قدم × 66 قدم) .
في فبراير 2015 أطلقة القوات المسلحة الجيبوتية مشروع ترميم مهبط الطائرات بالمطار، وأطلقت بلدية بلد وين مشروعًا لتطوير المطار في مايو من ذلك العام. 

## التركيبة السكانية
يصل عدد سكان منطقة بلد وين (المدينة والقرى المحيطة بها) لـ 2 مليون نسمة ، معظمهم من عشيرة حوادلي إحدى قبائل الهوية الذين يمثلون نسبة 75 ٪ من سكان المدينة.
سُمي المطار باسم أوغاس خليف زعيم عشيرة حوادلي الراحل.

## المناخ
تتمتع بلدوين بمناخ صحراوي حار ( حسب تصنيف كوين للمناخ). وتصل درجة الحرارة القصوى في الفترة ما بين مارس وأبريل إلى 36.7 °م (98 °ف)، كما تصل درجة الحرارة في شهري يناير وفبراير 21.8 °م (71 °ف) .

## روابط خارجية
- خريطة الشارع المفتوح - مطار بيليت أوين
- OurAirports - مطار Beletwene
- مخطط طيران في SkyVector
- تاريخ الحوادث لـ (Belet Uen Airport (HCMN), Somalia) على شبكة سلامة الطيران.